# Naftali Bennett
Naftali Bennett (hebreu: נפתלי בנט‎) (Haifa, 25 de març de 1972), és un empresari i polític israelià que fou primer ministre d'Israel entre el 13 de juny de 2021 i el 30 de juny de 2022. Fou el líder del partit polític La Llar Jueva i posteriorment de Nova Dreta. A més de primer ministre, fou ministre d'economia, de serveis religiosos, d'afers de la diàspora, d'educació i de defensa.

## Biografia
Bennett va néixer a Haifa el 25 de març de 1972, va ser el menor de tres fills de Jim i Myrna Bennett, uns immigrants jueus de San Francisco que van arribar a Israel al novembre de 1967, setmanes després de la Guerra dels Sis Dies. Allà van exercir com a voluntaris al Quibuts Dafna, a on van aprendre hebreu.
Els avis materns de Bennett van néixer als Estats Units, un país al que havien emigrat des de Polònia 20 anys abans de l'esclat de la Segona Guerra Mundial. Els altres membres de la família van ser assassinats durant l'Holocaust a Polònia.
Bennett va assistir a la Yavne Yeshiva High School de Haifa i va esdevenir un líder juvenil (un madrij) al moviment juvenil sionista Bnei Akiva. Durant el seu servei militar a les Forces de Defensa d'Israel, va servir a les unitats Sayeret Matkal i Maglan com a comandant de companyia i va continuar servint a la reserva militar, amb el rang de Major. En finalitzar el servei militar, Bennett es va llicenciar en Dret per la Universitat Hebrea de Jerusalem.
En 1999, va ser co-fundador de "Cyota", empresa de programari antifrau a on va exercir com a director executiu. La companyia va ser venuda en 2005 a RSA Security per un valor de 145.000.000 dòlars americans, això el va convertir en multimilionari.
El mateix any va contreure matrimoni amb Guilat, una empresària i xef professional amb qui té quatre fills. La família Bennett viu a Ra'anana i es declara religiosa.

## Carrera política
Després de la seva participació en la Segona Guerra del Líban, Bennett es va unir al líder de l'oposició, Binyamín Netanyahu, i va exercir com el seu cap de personal de 2006 fins a 2008. Va liderar un equip que va desenvolupar el pla de reforma educativa del Govern Netanyahu.
També va dirigir la campanya principal de Binyamín Netanyahu per dirigir el Likkud a l'agost de 2007. El 31 de gener de 2010, Bennett va ser nomenat Director General de l'Àrea de Judea i Samaria, i va dirigir la lluita en contra de la congelació dels assentaments en 2010. Bennet va exercir aquest càrrec fins a gener de 2012.
A l'abril de 2011, juntament amb Ayelet Shaked, va ser co-fundador de l'organització My Israel, que afirmava estar formada per 94.000 membres. A l'abril de 2012 va fundar un moviment anomenat Israelim (israelians). Els principals objectius del moviment inclouen, promoure el sionisme entre els partidaris del centredreta, augmentar el diàleg entre les comunitats seculars i religioses, i la promoció del Pla Bennett.
Posteriorment, Bennett va abandonar el Likkud i es va unir al partit polític La Llar Jueva, al mateix temps que anunciava la seva candidatura a la direcció del partit. A les eleccions internes del 6 de novembre de 2012, va vèncer amb el 67 % dels vots, sent triat cap del partit. A les eleccions legislatives d'Israel de 2013 el seu partit aconseguí 12 escons. Després de la seva elecció com a membre de la Kenésset, Bennett va haver de renunciar a la ciutadania dels Estats Units d'Amèrica, que tenia perquè era fill dels pares nord-americans, abans que pogués ocupar el seu escó. Va ser nomenat ministre d'economia i ministre dels serveis religiosos el març del 2013. A l'abril de 2013 va ser nomenat ministre d'afers de la Diàspora i de Jerusalem. [26]
Després de ser reelegit a les eleccions de 2015, Bennett va ser nomenat ministre d'educació i va conservar la cartera d'afers de la diàspora al nou govern. El 2015, Netanyahu va dividir el ministeri de Jerusalem i els afers de la diàspora, ocupant ell mateix inicialment la cartera d'Afers de Jerusalem. Més tard va nomenar Ze'ev Elkin com a ministre d'afers de Jerusalem.
Com a ministre d'Educació, Bennett va publicar una ordre oficial que prohibia als directors de l'escola convidar els membres de Shovrim Shtika i d'altres organitzacions que denuncien la conducta militar d'Israel a Cisjordània. Sota la supervisió de Bennett, el Ministeri d'Educació va canviar els plans d'estudis escolars per a augmentar el nombre de visites a llocs patrimonials de Judea i Samaria.
A l'octubre de 2015, Bennett va renunciar a la Kenésset per permetre que Shuli Mualem ocupés el seu lloc. La seva dimissió va tenir lloc en virtut de la llei noruega, que permetia als ministres renunciar als seus escons però tornar a la Kenésset si abandonen el govern. Va tornar a la Kenésset el 6 de desembre de 2015 després que Avi Wortzman renunciés al seu escó, havent hagut de dimitir temporalment com a ministre per fer-ho.
Després de la renúncia d'Avigdor Lieberman com a ministre de Defensa el novembre de 2018, Bennett va anunciar que volia el càrrec. El 16 de novembre de 2018, un portaveu del Likkud va anunciar que Netanyahu havia rebutjat la petició de Bennett i que ell mateix assumiria el càrrec. Aleshores es va anunciar que el partit de La Llar Jueva de Bennett deixaria el govern de Netanyahu, però el 19 de novembre, Bennett es va retractar del que havia dit.
El desembre de 2018, Bennett abandonà La Llar jueva juntament amb Ayelet Shaked i formà el partit de la Nova Dreta. A les eleccions legislatives d'Israel d'abril de 2019, la Nova Dreta no va aconseguir per molt poc superar el llindar electoral. El juny de 2019, Netanyahu va destituir Bennett del govern. Com que no s'aconseguí formar govern es van convocar noves eleccions i aquest cop Bennet aconseguí l'escó formant part de la coalició Yamina. El novembre de 2019, i en plenes negociacions per a formar un nou govern, Netanyahu el nomenà ministre de defensa per tal d'evitar que donés suport al seu oponent Benny Gantz, càrrec que ocupà fins a la nova convocatòria d'eleccions el març següent.
A les eleccions de març de 2021 s'hi presentà amb el seu partit Nova Dreta com a únic integrant de Yamina i aconseguí 7 escons. El 13 de juny fou elegit Primer Ministre d'Israel després d'arribar a un acord de govern rotatori amb Yair Lapid, líder de Yeix Atid, que tindria també el suport d'altres sis partits d'ideologies molt diverses, incloent un partit àrab. L'acord de govern preveia que el 27 d'agost de 2023, Yair Lapid agafaria el relleu com a primer ministre i que l'acció de govern se centraria en l'economia i en temes socials, emfatitzant la recuperació després de la pandèmia de Covid-19. El 30 de juny de 2022, després de l'agreujament de les diferències entre els partits del govern i de patir algunes desercions que els feren perdre la majoria parlamentària, la Kenésset va aprovar la seva dissolució i convocatòria d'eleccions i, segons els acords de coalició, Yair Lapid fou primer ministre a partir del dia 1 de juliol. El dia anterior, Bennett havia anunciat que no concorreria a les properes eleccions.

## Ideologia

### Conflicte àrab-israelià
El febrer de 2012, Bennett va publicar un pla per a la gestió del conflicte, anomenat "Naftali Bennett: una iniciativa d'estabilitat". El pla es basa en part en les següents iniciatives: pau per terra, i en la iniciativa israeliana de Benny Elon, les quals es basen en les declaracions del Primer ministre Binyamín Netanyahu i d'altres ministres del Likkud que es van manifestar a favor de l'annexió unilateral d'alguns territoris palestins de Cisjordània (Àrea de Judea i Samaria). Com a ministre israelià d'educació, Naftali Bennett, va animar a abatre als palestins que realitzin atacs de represàlia en contra dels soldats i dels colons israelians als territoris palestins ocupats. “La nostra estratègia contra l'escalada de la violència en l'Àrea de Judea i Samaria i a Jerusalem Est està basada en dos pilars fonamentals: el primer, abatre als palestins, i el segon, destruir els seus habitatges", va declarar Bennett en una entrevista concedida a la televisió israeliana.

### Economia i societat
Bennett creu en el lliure mercat i en què les empreses privades siguin el motor del creixement econòmic a Israel, encara que es declara favorable a l'assistència social dels ancians i dels discapacitats.
D'aquesta manera, Bennett creu poder oferir majors oportunitats a la població més desfavorida d'Israel.
Respecte a la planificació urbanística, Bennett recolza l'exploració de nous terrenys al Negev i a Galilea per part dels veterans israelians, per tal de promoure una solució nacional al problema del habitatge assequible, fomentant així una distribució més equitativa dins de la població d'Israel. Bennett s'oposa a la introducció del matrimoni entre persones del mateix sexe a Israel.

## Ministre
La decisió de la prohibició de la novel·la "Una barrera viva", de l'escriptora Dorit Rabinyan, que explica les desventures de Liat, una jueva israeliana, i de Jilmi, un ciutadà palestí, per part del Ministre d'Educació d'Israel, Naftali Bennet, va generar una ona de protestes que va fer col·lapsar les xarxes socials. La decisió de censurar el llibre va molestar a molts actors, publicistes, escriptors i intel·lectuals així com polítics i educadors, van alçar la seva veu contra el boicot que el ministeri va imposar a la novel·la de Rabinyan. El llibre va ser prohibit perquè suposadament estava a favor de l'assimilació cultural del poble jueu.